# Wang Xinjie
Wang Xinjie (Xangai, 24 de outubro de 1996) é um atirador esportivo chinês.

## Carreira
Quando Wang Xinjie tinha 10 anos, ele foi selecionado por Xia Ping, treinador sênior da Escola de Esportes Juvenis do Distrito de Shanghai Changning. Wang competiu no evento de equipe de pistola de tiro rápido de 25 metros dos Jogos Asiáticos de 2022 ao lado de Li Yuehong e Liu Yangpan, onde ganharam a medalha de ouro. Li, Liu e Wang ganharam a medalha de ouro nos eventos de equipe de pistola de tiro rápido de 25 m e equipe de pistola padrão de 25 m do Campeonato Mundial de Tiro ISSF de 2023.
Nos Jogos Olímpicos de Verão de 2024, em Paris, conquistou a medalha de bronze na prova de pistola rápida 25 m masculino.